# Шейк Омар Дукуре
Шейк Омар Дукуре (фр. Cheick Oumar Doucoure, нар. 8 січня 2000, Бамако) — малійський футболіст, опорний півзахисник англійського «Крістал Пелес» і національної збірної Малі.

## Клубна кар'єра
Народився 8 січня 2000 року в місті Бамако. Вихованець футбольної школи місцевого клубу «Реал Бамако».
2018 року був запрошений до французького друголігового «Ланса». Ставши основним гравцем у новій команді, допоміг їй за результатами сезону повернутися до Ліги 1.

## Виступи за збірні
2017 року дебютував у складі юнацької збірної Малі (U-17), загалом на юнацькому рівні взяв участь у 8 іграх.
2018 року дебютував в офіційних матчах у складі національної збірної Малі.
Наступного року був учасником Кубка африканських націй в Єгипті, де виходив на поле в одній грі групового етапу.

## Титули і досягнення
- Володар Кубка Англії (1):

«Крістал Пелес»: 2024-25
- Володар Суперкубка Англії (1):

«Крістал Пелес»: 2025
Збірні
- Чемпіон Африки (U-17): 2017